# Ухманське сільське поселення
Ухма́нське сільське поселення (рос. Ухманское сельское поселение) — муніципальне утворення у складі Канаського району Чувашії, Росія. Адміністративний центр — село Ухмани.

## Населення
Населення — 1249 осіб (2019, 1484 у 2010, 1643 у 2002).

## Склад
До складу поселення входять такі населені пункти:
| Населений пункт    | Населення, осіб (2002) | Населення, осіб (2010) |
| ------------------ | ---------------------- | ---------------------- |
| Ухмани, село       | 1383                   | 1228                   |
| Чиршкаси, присілок | 260                    | 256                    |